# Dreifaltigkeitssäule (Baden)

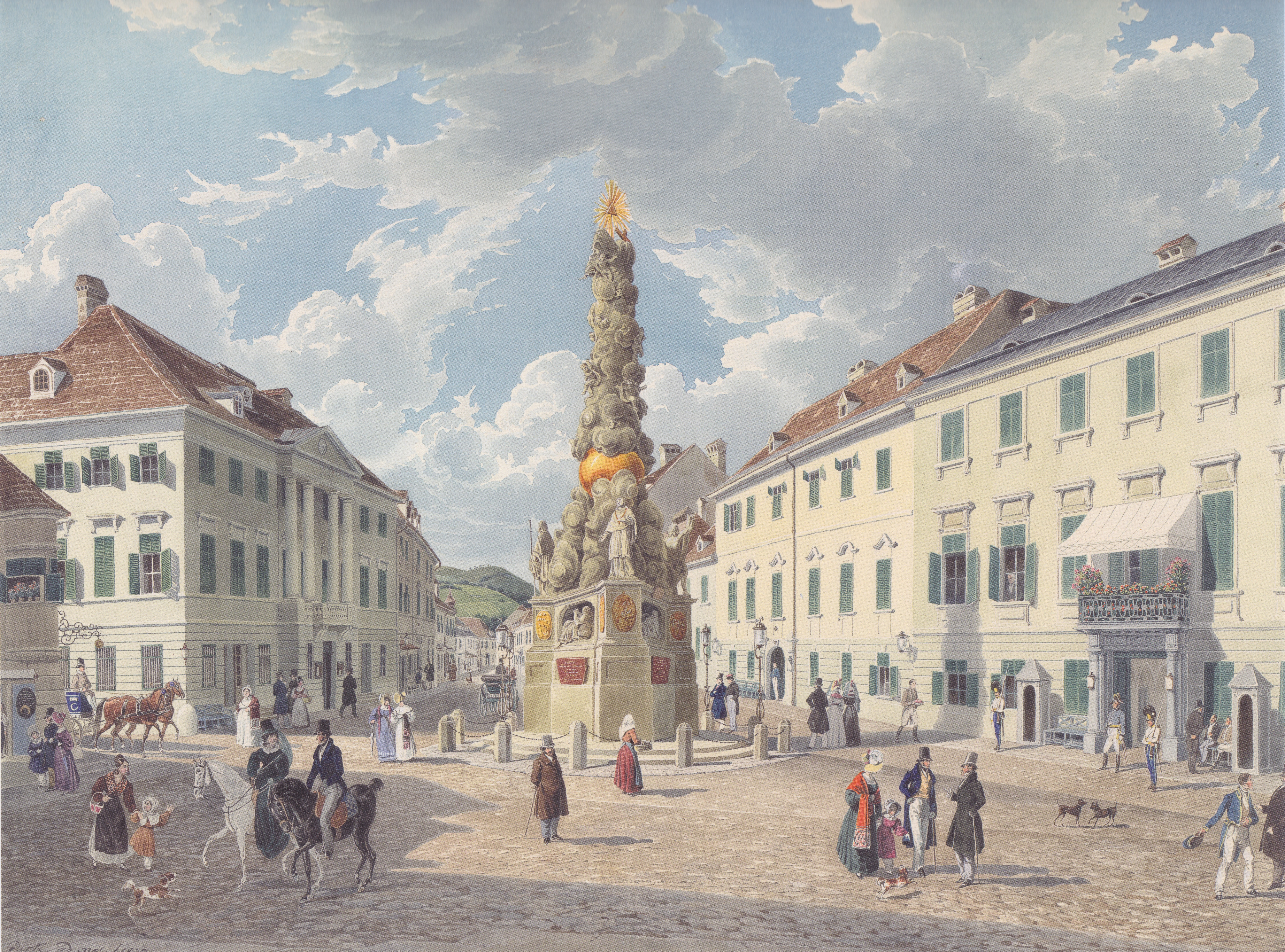
Dreifaltigkeitssäule nach Eduard Gurk (1833)

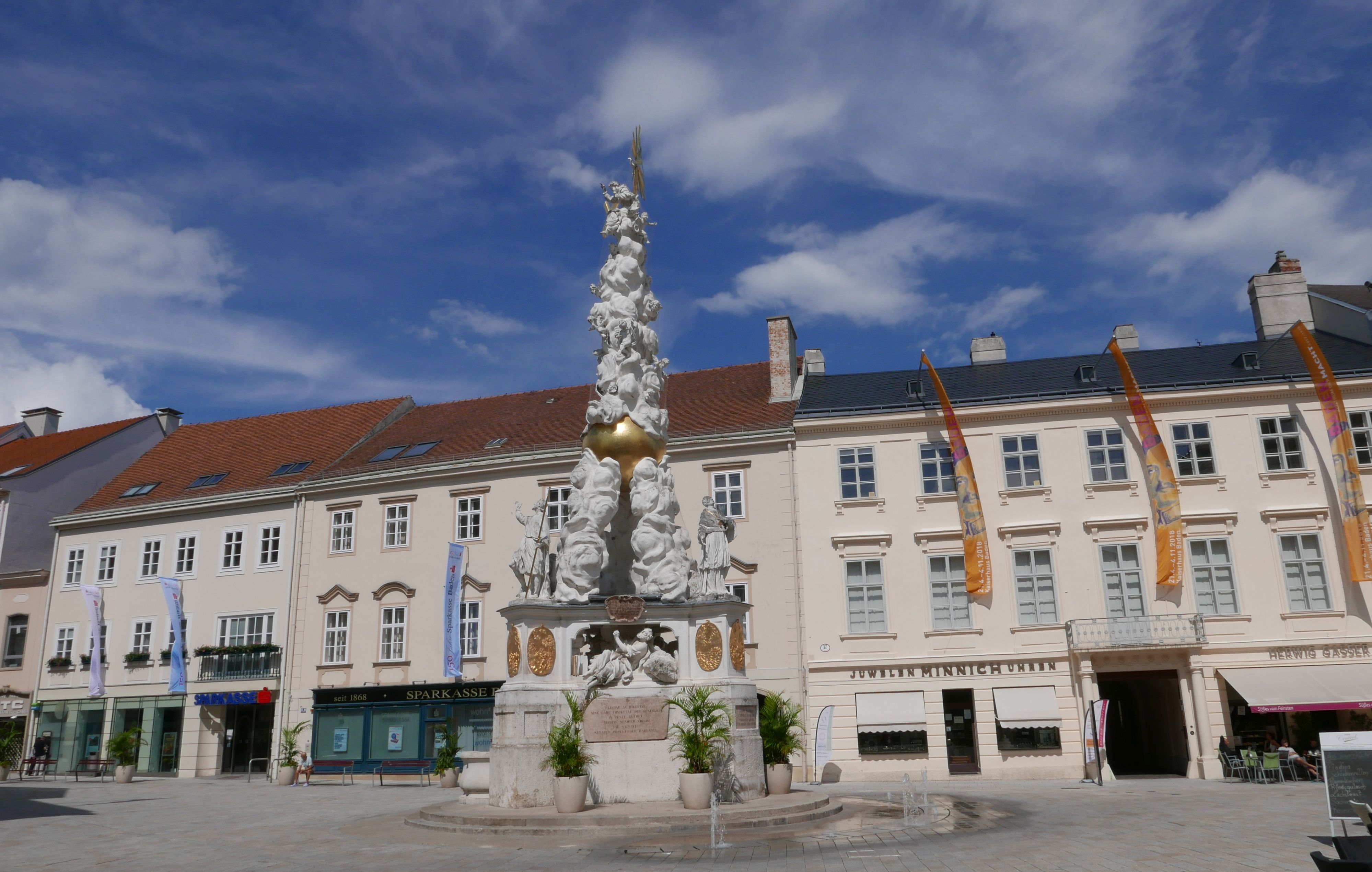
Dreifaltigkeitssäule am Hauptplatz in Baden bei Wien (2018)

Die Dreifaltigkeitssäule steht auf dem Hauptplatz der Stadtgemeinde Baden im Bezirk Baden in Niederösterreich. Die Pestsäule steht unter Denkmalschutz (Listeneintrag).

## Geschichte
Die Dreifaltigkeitssäule wurde von 1714 bis 1718 vom Bildhauer Giovanni Stanetti (1663–1726) nach einem Entwurf des Malers Martino Altomonte (1657–1745) errichtet.

## Beschreibung
Die Dreifaltigkeitssäule stellt auf einem hohen dreiseitigen Sockel in tiefen, korbbogenförmigen Nischen die Heiligen Rosalia, Maria Magdalena und Petrus dar. Flankierend auf kurzen Pfeilern neben den Nischen zeigen sich in vergoldeten Reliefmedaillons Moses mit der ehernen Schlange, Lot mit dem Engel, Hagar in der Wüste, drei Engel bei Abraham, Jakob ringt mit dem Engel, Arche Noah, Pfingsten, Mariä Verkündigung, Christus heilt einen Gichtbrüchigen. Auf den Pfeilern stehen die Statuen der Heiligen Sebastian, Rochus und Karl Borromäus.
Erhöht in der Mitte der Dreifaltigkeitssäule zeigt sich über drei Wolkenballen eine vergoldete Weltkugel und eine hohe Wolkensäule belebt mit Cherubsköpfen und Putten mit einem großen Gnadenstuhl an der Spitze. Auf der Weltkugel steht die Statue Maria Immaculata.